# Интеркосмос-16
«Интеркосмос-16» (заводское обозначение ДС-У3-ИК-5) — космический аппарат, запущенный по программе международных научных исследований «Интеркосмос» для наблюдений и исследований процессов на Солнце в оптическом, ультрафиолетовом и рентгеновском диапазоне. На спутнике была установлена научная аппаратура, созданная в СССР, ГДР, ЧССР и Швеции. «Интеркосмос-16» был последним аппаратом типа «ДС-У», на котором выполнялась программа международных космических исследований, начатая «Интеркосмосом-1». Дальнейшие полёты по программе «Интеркосмос» осуществлялась спутниками более совершенных типов «АУОС», «Метеор» и «Прогноз».

## История
В 1967 г. была принята международная программа совместных космических исследований «Интеркосмос», по которой Советский Союз предоставлял возможность установки на свою космическую технику аппаратуры других стран: Болгарии, Венгрии, ГДР, Кубы, Монголии, Польши, Чехословакии, Румынии. В программу был включен широкий круг тем по космической деятельности в области физики, метеорологии, связи, биологии и медицины. Одним из направлений программы были спутниковые исследования Солнца в коротковолновом диапазоне, недоступном при наблюдениях с Земли. Космические аппараты для этой задачи создавались в КБ «Южное» на малой спутниковой платформе ДС-У3. Всего по программе «Интеркосмос» было построено шесть аппаратов типа ДС-У3, оснащенных приборами для изучения Солнца. «Интеркосмос-1» (ДС-У3-ИК-1) был запущен в 1969 году, «Интеркосмос-4» (ДС-У3-ИК-2) в 1970 г., «Интеркосмос-7» (ДС-У3-ИК-3) в 1972 г., «Интеркосмос-11» (ДС-У3-ИК-4) в 1974 г. Следующий спутник серии, ДС-У3-ИК-5, должен был полететь в 1975 году, но был потерян из-за аварии ракеты-носителя. Вместо него был построен еще один аппарат того же типа с аналогичным набором аппаратуры, сохранивший заводское обозначение ДС-У3-ИК-5 и получивший в рамках всей программы «Интеркосмос» порядковый номер «Интеркосмос-16». «Интеркосмос-16» стал последним аппаратом типа ДС-У, созданным для программы Интеркосмос. Следующие спутники по программе международного сотрудничества были построены на более тяжелой и совершенной платформе АУОС, разработанной в КБ «Южное». Специально для исследований Солнца была создана модификация АУОС-СМ. Также для последующих исследований по программе «Интеркосмос» использовались спутники серий «Метеор» и «Прогноз».

## Конструкция
Унифицированная платформа ДС-У3, на которой был построен «Интеркосмос-16», разработана в ОКБ-586 (впоследствии — «КБ Южное») для специализированных космических аппаратов, предназначенных для изучения Солнца. Все спутники этого типа имели одинаковую конструкцию корпуса и набор служебных систем, изменялся только состав научных приборов. Герметичный корпус аппарата представлял собой цилиндр c двумя полусферическими крышками, на котором были закреплены 8 раскрывающихся и 8 малых неподвижных панелей солнечных батарей. На передней части корпуса устанавливались датчики и приборы научной аппаратуры, в средней цилиндрической части располагались радиотехнический комплекс, система терморегуляции и другие служебные системы, в задней части — система энергоснабжения с серебряно-цинковыми аккумуляторами и маховик системы ориентации, которая обеспечивала на освещенном участке орбиты удержание продольной оси аппарата в направлении Солнца. Для первичной ориентации после выхода из тени и для разгрузки маховика использовались реактивные двигатели, работавшие на сжатом газе.

## Программа полёта
Спутник «Интеркосмос-16» продолжил исследования рентгеновского и ультрафиолетового спектров излучения Солнца, начатые в предыдущих полетах аппаратов типа ДС-У3. В состав установленной на спутнике научной аппаратуры входили:
- рентгеновский фотометр (СССР, ЧССР),
- ультрафиолетовый фотометр для исследования излучения Солнца в линии Лайман-α и области Шумана-Рунге[англ.] (СССР, ГДР),
- оптический фотометр для волн 4500 и 6100 ангстрем (СССР, ЧССР),
- рентгеновский спектрогелиограф для диапазона длин волн 1,8 — 19 ангстрем (СССР),
- ультрафиолетовый спектрометр-поляриметр (Швеция, СССР),
- телеметрический передатчик международного диапазона частот с антенно-фидерным устройством (ГДР, ЧССР, СССР).

Эксперименты, запланированные на «Интеркосмосе‑16», включали наблюдения рентгеновского излучения Солнца в различных диапазонах, получение рентгеновских гелиограмм и измерение спектра в рентгеновском диапазоне, исследования ультрафиолетового излучения на различных длинах волн, обнаружение поляризации излучения на границе рентгеновского и ультрафиолетового диапазонов, исследование поглощения солнечного излучения различных диапазонов в верхней атмосфере. Приём данных научной аппаратуры «Интеркосмоса-16» осуществлялся в ГДР, СССР и ЧССР.
«Интеркосмос-16» был запущен 27 июля 1976 года с полигона Капустин Яр ракетой-носителем Космос-3М. Спутник выведен на околоземную орбиту с апогеем 523 км, перигеем 465 км, наклонением 50,6° и периодом обращения 94,4 мин. В международном каталоге COSPAR спутник получил идентификатор 1976-076A.
В результате экспериментов, проведенных на спутнике «Интеркосмос-16», были получены данные о рентгеновском и ультрафиолетовом спектрах в период минимума солнечной активности, имеющие важное значение для изучения солнечно-земных связей и диагностики космической плазмы. Получена новая информация о динамике и поляризации солнечного рентгеновского излучения, продолжены исследования верхней атмосферы Земли.
«Интеркосмос-16» работал на орбите до 30 октября 1976 года, после чего приём данных от него был прекращен. Спутник вошёл в атмосферу и прекратил своё существование в июле 1979 года.